# Miska Mäkinen
Miska Mäkinen, född 1996, är en finländsk innebandysspelare som spelar för schweiziska Floorball Köniz och finländska landslaget.
Miska Mäkinen har med det finländska landslaget ett VM-guld år 2024 och ett silver i World Games år 2025.